# Модернистская архитектура Каунаса
Модернистская архитектура Каунаса, архитектура межвоенного Каунаса, каунасский модернизм — архитектурный стиль, появившийся в межвоенной Литовской Республике, литовская разновидность архитектурного модернизма, распространённого в межвоенную эпоху во многих западных странах. Стиль сформировался в Каунасе, столице межвоенной Литвы, а затем распространился и по другим городам Первой Литовской Республики — в Клайпеде, Паланге, Шяуляе, Бирштонасе, Йонаве, Пасвалисе, Укмерге встречаются здания в подобном стиле (нередко каунасские архитектурные проекты копировались полностью). В Каунасе в период между 1919 и 1940 годами в городе в этом стиле было построено около 12 тысяч зданий. Среди известных примеров каунасского модерна — Дом офицеров Каунасского гарнизона Литовской армии (лит. Karininkų Ramovė), Каунасский центральный почтамт (лит. Centrinis paštas), Костёл Воскресения Христа (лит. Kristaus Prisikėlimo bažnyčia), Военный Музей им. Витаутаса Великого (лит. Vytauto Didžiojo karo muziejus) и другие.
Некоторые из этих объектов в 2015 году был удостоены Знака Европейского наследия. В 2023 году они включены в список объектов всемирного наследия ЮНЕСКО. Аналогами этой архитектуры, также имеющими статус всемирного наследия, являются Берлинские кварталы эпохи модернизма, Белый город Тель-Авива, столица Эритреи город Асмэра, а также работы Йоже Плечника в Любляне.

## Исторические предпосылки возникновения
В 1918 году Литва обретает независимость, а в 1919 году столица молодой Литовской Республики была вынужденно (Вильнюс был занят польскими войсками и до 1939 года находился в составе Польши) перенесена в Каунас (в то время это был почти полностью русифицированный, милитаризированный город-крепость Российской Империи). Каунас стал временной столицей Литвы, и это стало началом бурного развития города. Сюда переехали органы власти и интеллигенция, началось создание нового политического, экономического, образовательного и культурного центра нового государства. Кроме того, Каунас как столица независимой Литвы становится символом литовской свободы и «литовскости», здесь начинают творить лучшие литовские интеллектуалы, закладывая основы для формирования и развития литовского самосознания и развития литовской национальной мысли.
В город начали массово переселяться жители как из аннексированного Польшей Виленского края, так и со всей территории Литвы, город быстро расширялся. Перед тем, как стать временной столицей, Каунас включал в себя только Старый город (лит. Senamiestis), Новый город (лит. Naujamiestis), Кармелитай (лит. Karmelitai, так называлась территория между Лайсвес-аллеей и железнодорожным вокзалом Каунаса) и часть Жалякальниса (так называемая гора Ажуолу (лит. Ąžuolų kalnas), которая ближе всего к Старому городу). В 1919 году оставшаяся часть Жалякальниса (лит. Žaliakalnis), Алексотас (лит. Aleksotas) и Вилиямполе (лит. Vilijampolė) были включены в состав города, а в 1932 году в состав Каунаса был включён район Шаньчяй (лит. Šančiai). Были построены два моста, соединившие город с его новыми районами. Важнейшими местами, где были построены здания в новом стиле, были улицы района Науяместис (улицы Путвинскиса (Putvinskio), Майрониса (Maironio), Донелайтиса (Donelaičio), Кястутиса (Kęstučio), Мицкевича (Mickevičiaus)), Кармелитай (проспект Витаутаса (Vytauto pr.)) и Жалякальнис (так называемый район Радио (Radijo rajonas) и территория вокруг Костёла Воскресения).
Каунас стал многонациональным городом: в городе проживало 59 % литовцев, 31 % евреев, 3 % немцев, а также русские, поляки и др. В смысле многонациональности, выраженной урбанистически, примечателен район Кармелитай — этот район были поделён на несколько частей специально для жизни разных групп населения: русская часть (южная часть, где были построены русские церкви и школы), католическая (ныне парк Спокойствия (Ramybės parkas)), мусульманская (здесь построена мечеть Каунаса), а также часть евангелистов-реформаторов (северная часть, где проживали в основном немцы). Кармелитское кладбище было также поделено на «национальные части». Большая часть каунасских евреев сосредоточилась в районе Вилиямполе, где в межвоенный период еще стояли руины Большой вилиямпольской синагоги.
Менее чем за 20 лет Каунасу удалось превратиться из небольшого провинциального городка в современную столицу европейского государства, где архитектурные объекты сыграли очень важную роль не только в создании инфраструктуры города, но и в усилении его идентичности и уникальности. Временная столица стала визитной карточкой Литвы, способом продемонстрировать историю успеха страны и её достижений. Поэтому, по мнению литовского историка архитектуры Марии Дремайте, этой архитектуре присущи оптимизм и вера, идеи светлого будущего нации.

## Особенности стиля
На расцвет модернистской архитектуры большое влияние оказали литовские и зарубежные архитекторы, вернувшиеся после учёбы в зарубежных университетах и принёсшие с собой новые идеи. Это был второй случай в истории Литвы, когда местные архитекторы создали свой собственный уникальный национальный архитектурный стиль, при этом идя в ногу со временем, находясь полностью в рамках актуальных на тот момент общеевропейских архитектурных трендов (первым был национальный извод барокко в литовской архитектуре, так называемое виленское барокко). Пришедшие в Литву модернистские тенденции смешались со стилями, существовавшими до этого в литовской архитектуре, что и породило уникальные особенности местного модернизма.
К важнейшим архитекторам, формировавшим и создававшим этот стиль относятся: получивший образование в Риге Феликсас Визбарас (1880—1966), учившийся в Риме Витаутас Ландсбергис-Жямкальнис (1893—1993), получивший образование в Санкт-Петербурге Эдмундас Альфонсас Фрикас и другие. Над общим планом развития города работал инженер Антанас Йокимас (1894—1964) . Работали в Каунасе и архитекторы нелитовского происхождения, нашедшие прибежище в межвоенной Литве. Они активно включились в местные градостроительные процессы — среди них можно назвать архитектора из России Владимира Дубенецкого (1888—1932), спасавшегося от преследования в СССР, латыша Карлиса Рейсонса (1894—1981), а также Арнаса Функаса (1898—1957) и других.
Важнейшей архитектурной традицией, на которую опирался и чьё влияние испытал на себе каунасский модернизм, была сформировавшаяся в Германии архитектура Баухауса. Для этого архитектурного направления было характерно использование минималистичных и ритмично повторяющихся форм без особых архитектурных излишеств, стремление к объединению эстетики с функциональностью. Большое внимание уделялось гармонии фасадов и игре геометрических форм во внешнем облике здания, инсоляции, гигиене здания, а также общему соответствию архитектуры здания его функциональному предназначению и удобству его использования.
Для каунасского модерна характерно использование большого количества вертикальных линий, поэтому окна зданий часто узкие и длинные, особенно в общественных зданиях. Распространённой архитектурной особенностью многоэтажных зданий является оформление лестничной клетки в виде проходящего по всей высоте здания вертикального портала над входной дверью. Помимо самых распространённых строгих прямых линий использовались также и дуги (Военный музей Витаутаса Великого), и окружности — так, для жилых домов характерны выступающие круглые балконы и круглые окна. В особо инновационных решениях использовались изогнутые оконные стёкла (Каунасский центральный почтамт). Заметной особенностью стиля стали входные двери, которые стали эстетически адаптировать к общему дизайну зданий.
В литовском контексте минималистическая стилистика модернизма дополнялась не характерными для стиля деталями декора — и в архитектурных фасадах, и в интерьерах широко использовались национальные орнаменты и узоры, заимствованные из литовского текстиля, резьбы по дереву и народной живописи. Они отражали поиски национального стиля архитектуры и сформировали неповторимые особенности местного модерна.

## Здания
В основном в стиле каунасского модернизма строились жилые здания, постройки хозяйственного и образовательного предназначения, а также культовые сооружения.

### Общественные здания
Административные здания в Каунасе в тот период почти не строились. Хотя новой столице и были срочно необходимы все нужные для исполнения столичных функций здания, Каунас всегда считали лишь временной столицей, и оставалась надежда на перенесение столицы назад в Вильнюс. В связи с этим для административных целей использовались ранее построенные здания — президентский дворец размещался в резиденции ковенского губернатора, здание Министерства иностранных дел — в здании Жямес-банка (лит. Žemės bankas), Сейм республики располагался в здании гимназии и т. д. Одним из немногих исключений было построенное в 1929 году по проекту архитектора Фрикаса здание Дворца министерства юстиции (лит. Teisingumo ministerijos rūmai), где с 1936 года также собирался и Сейм.
В тот период в Каунасе строилось много общественных и представительских зданий, которые служили местами собраний различным сообществам и общественным группам. Например, в построенном по проекту Адольфаса Лукошайтиса Дворце труда (лит. Darbo rūmai, построен в 1939 году, адрес Vytauto pr., 79) организовывались образовательные, просветительские и культурные мероприятия для рабочих. Женское благотворительное общество св. Зиты располагалось в специально для них построенном здании (построено в 1924 году, улица Gimnazijos, 7). Атейтининки, члены литовской католической молодёжной организации «Ateitis» (в переводе с лит. будущее) располагались в специально построенном для них дворце атейтининков (лит. Ateitininkų sąjungos rūmai, расположен по адресу Лайсвес-аллея, 13, Laisvės al., 13). На улице Нямуно (Nemuno g.) располагалось здание еврейской общины.
Одно из самых известных зданий этого типа — Дом офицеров Каунасского гарнизона Литовской армии (лит. Kauno įgulos karininkų ramovė), служившее таким многофункциональным зданием для военных. Строительство здания по проекту Владимира Дубенецкого (Владаса Дубенецкиса) длилось с 1931 по 1937 год. Это здание вобрало в себя все важные черты функционализма и народной архитектуры, которые заметны и снаружи, и внутри здания. В этом здании отлично сохранился роскошный интерьер. На первом этаже располагался самый большой в Каунасе (и во всех балтийских странах) ресторан «Trys milžinai» (лит. «Три великана»), оборудованный самой современной на тот момент вентиляционной системой. На втором этаже располагались представительные залы под названиями «Горница Витаутаса Великого» (лит. Vytauto Didžiojo seklyčia), «Покои Президента» (лит. Prezidento kambarys) и «Палата Великих князей» (лит. Kunigaikščių salė). На третьем этаже располагался салон для военных, а на четвёртом этаже — гостиница.
Важное место в городской архитектуре занимали и здания социальной инфраструктуры. Самым ярким их примером является Каунасский центральный почтамт на Лайсвес-аллее, строительство которого было завершено в 1931 году по проекту Висбараса. Сочетая функционализм с национальным декоративным стилем и используя множество новаторских архитектурных решений, это здание стало эталоном каунасского модернизма. Другими зданиями социальной инфраструктуры были станции жалякальнисского фуникулёра, построенное в 1930 году пожарное депо Каунаса, Каунасская окружная управа (1934 год, расположено на проспекте Витаутаса, 91) и другие.
Ситуация в области здравоохранения в тогдашней Литве была не очень хорошей, и в Каунасе долгое время не было современной больницы. Основное лечебное учреждение функционировало ещё со времён царской России в здании больницы, построенном в 1908 году. В то же время в городе создавались частные лечебные учреждения, примерами которых могли бы служить больница Антанаса Гилиса (1934 год, улица Путвинскё, 62), или женская больница Пранаса Мажилиса (1936 год, улица Путвинскё, 3). Лишь в 1936 году было окончательно принято решение о строительстве комплекса каунасских клиник. Этот очень амбициозный комплекс на окраине района Жалякальнис был завершён в 1939 году, незадолго до войны. Построенные по проекту французского архитектора Урбена Кассана пять зданий образовали одно из крупнейших лечебных учреждений в Прибалтике, отличавшееся современными для своего времени решениями. Здания были соединены подземными туннелями, которые должны были служить также и как оборонительные убежища.

### Здания образовательных и спортивных учреждений
В городе значительно увеличилось количество школ. Первые из них размещались ещё в дореволюционных зданиях (например, Гимназия Сауле (VIII), женская гимназия Аушрос (II) или Гимназия Аушрос (I)), однако вскоре началось строительство специально предназначенных для этой цели зданий. Следуя идеям функционализма, образовательное назначение таких объектов подчеркивалось широкими оконными проёмами на фасадах, которые должны были обеспечивать классам достаточное количество света. Среди них одними из красивейших образцов модернистской архитектуры были гимназия Йонаса Яблонскиса (1931 г., ул. Аушрос, 3), III гимназия Каунаса (1937 г., ул. Аукштайчю, 78), спроектированная впоследствии эмигрировавшим в США Стасисом Кудокасом VI гимназия Каунаса (1938 г., ул. Скуодо, 27).
Собственные образовательные учреждения имели и национальные меньшинства. Одним из крупнейших школьных зданий в Каунасе была Каунасская еврейская реальная гимназия (1931 г., ул. Кястучио 85). В то время считалось, что здание этой гимназии было одним из самых красивых и современных не только в Каунасе, но и во всей Литве. В нём было 16 классов, залы для рисования и гимнастики, детские сады, душевые, умывальные комнаты. Образованием немцев занималась Немецкая реальная гимназия, строительство которой завершилось в 1930 году по проекту Ландсбергиса-Жямкальниса, русским образованием – Русская гимназия в Каунасе, завершённая в 1925 году (ныне Центр педагогического образования, просп. Витаутаса, 44), польским образованием – Гимназия Адама Мицкевича, завершённая в 1931 году (ул. Мишко, 1).
Развивалось также среднее специальное и высшее образование. С образованием и расширением Литовского университета началось строительство зданий отдельных факультетов. Главный корпус был построен на углу улиц К. Донелайчё и А. Мицкявичюса, в 1931 году на склоне горы Алексот были завершены спроектированные Михаилом Сонгайлой здания физического и химического факультетов (не сохранились), в 1933 году — спроектированные Дубенецкисом здания медицинского факультета, с 1930 года Йонас Ясюкайтис проектировал здание ветеринарной академии. Помимо основного вуза в Каунасе были построены также Каунасская художественная школа (1923 г., ул. А. Мацкявичюса, 27), Каунасская консерватория (1933 г., ул. Груджё, 3), спроектированное Кудокасом высшее техническое училище (1938 г., аллея Твиртовес, 35).
В межвоенном Каунасе большое внимание уделялось также физическому воспитанию и спортивному образованию. Спортивные объекты в основном концентрировались в районе Жалякальниса, на горе Витаутаса, в составе территории Ажуолинаса. В 1934 году по проекту Ландсбергиса-Жямкальниса были завершены Дворцы физической культуры (ул. Спорто, 6). После того как в 1937 году литовские баскетболисты завоевали титул чемпионов Европы, в мае 1939 года чемпионат должен был состояться в Каунасе. С этой целью за четыре зимних месяца был построен Каунасский спортивный зал, где чемпионат успешно и прошёл. Построенное по проекту Анатолия Розенблюма здание вмещало 11 тысяч зрителей, отличалось крайне современными решениями и оценивалось как одно из лучших сооружений такого типа в Европе.

### Культовые здания
По мере восстановления литовской идентичности усиливалось влияние религии в жизни страны. Кроме того, с расширением городской территории потребовались новые церкви в недавно присоединённых районах. Поэтому в модернистском стиле были построены церкви, среди которых можно отметить церковь святого Антония Падуанского (архитектор Антанас Бистрицкас, 1936 г.) недалеко от Каунасского зоопарка, церковь святого Винсента де Поля (архиктектор Николаюс Мачюльскис, 1934 г.) в Пятрашюнай, церковь Пресвятого Сердца Иисуса (архитектор Альгирдас Шалкаускис, 1938 г.) в Шанчяй, церковь евангелистов-реформатов (архитектор Вацловас Михнявичюс, 1940 г.) в Новом городе.
Однако главным символом возрождающейся нации стала церковь Воскресения Христова, которая с 1926 года создавалась как главный архитектурный акцент города. Для реализации этого амбициозного проекта К. Рейсона потребовались обширные пожертвования от общественности, из-за чего строительство не раз останавливалось. Церковь не была завершена до войны, а окончательные строительные работы и приспособление её к богослужению были завершены только после восстановления независимости Литвы.

### Здания культурного назначения
В новой столице Литвы был необходим музей, который должен был отразить историю нации, собрать и экспонировать важнейшие произведения её искусства и культуры. Поэтому идея национального музея в Литве развивалась с самого начала восстановления государства. Уже в 1921 году был выделен участок между улицами Донелайчо и Путвинскё, где началось формирование площади Единства, ставшей одной из главных осей нового центра Каунаса. В 1929 году был объявлен конкурс на создание музея, и в проектировании участвовала команда архитекторов: Владимир Дубенецкий, Каролис Рейсонс и Казимерас Кришчюкайтис. В 1936 году музейный комплекс был завершён и включал Военный музей имени Витаутаса Великого и музей Чюрлёниса.
Одним из популярных развлечений того времени стало кино, и количество кинотеатров, называвшихся кинематографами, росло. В 1940 году в городе действовало 17 кинотеатров. Ранние кинотеатры размещались в переоборудованных старых зданиях. Первый такой случай — кинотеатр «Pallas», открытый в 1919 году на углу проспекта Лайсвес и улицы Мяронио (ныне Лайсвес-аллея, 82). Позже в Каунасе начали строить здания, специально предназначенные для кинотеатров. Старейший из них — кинотеатр «Odeon», построенный в 1925 г., ныне здесь расположен Каунасский театр кукол. Другие модернистские кинотеатры, сохранившиеся до наших дней, — «Daina» (1936), «Aušra» (1939), «Pasaka» (1940), «Romuva» (1940) и другие.

### Здания экономического назначения
С ростом экономики Литовской Республики Каунас стал важнейшим экономическим центром страны, и здесь появилось множество учреждений, связанных с хозяйственной жизнью: банки, предприятия, фабрики и др.
В 1924 г. был объявлен международный конкурс на проектирование «храма экономики» — Банка Литвы. Проект предложил и реализовал Михаийл Сонгайло. В 1928 г. здание банка было построено на пересечении улиц К. Донелайчо и Майронё, недалеко от площади Единства. Его экстерьер выполнен в историческом стиле с элементами модернизма. В интерьере преобладают национальные мотивы, здесь сохранились подлинная мебель и произведения искусства. Здание банка было оснащено механическим отоплением, увлажнением воздуха, электрическими лифтовыми системами. В подвале были устроены сейфы с контрольными коридорами и камерами. В том же здании находились квартиры сотрудников, а в углу мансардного этажа жил премьер-министр А. Вольдемарас. На крыше была устроена терраса-сад.
Другим важным банком стал построенный в 1925 г. Центральный еврейский банк (Лайсвес-аллея, 106), спроектированный Г. Мазелем и М. Гродзенскисом. Он также выполнял функцию общественного центра: в здании находились магазины, кафе, библиотека. Внутрь вел уникальный пассаж, образующий торговую улицу. В 1932 г. были завершены построенные по проекту Э. Фрайко здания Польского кредитного общества (ул. Донелайчо, 76), отличавшиеся необарочными формами.
Первые банковские здания межвоенного периода ещё не отошли от черт историзма. Однако построенный в 1935 г. К. Рейсоном Земельный банк (ул. Донелайчо, 73, ныне ректорат КТУ) уже отказался от большинства исторических черт и демонстрирует модернистские элементы. Здесь ценятся свет, простота, чистота. Ещё дальше в направлении модернизма пошёл другой важный символ экономики Литвы — построенные В. Ландсбергисом-Жямкальнисом Каунасские торгово-промышленные палаты (1939 г., ул. Донелайчо, 8).
Основные здания компаний сосредотачивались вдоль главной городской артерии — Лайсвес-аллеи, и отличались высотой. Это были первые многоэтажки в Литве, выделявшиеся среди двухэтажной городской застройки и претендовавшие на звание небоскрёбов. Особенно выделяются здания компании «Pažanga» (Лайсвес-аллея, 53, 1934, арх. Ф. Визбарас), где размещались редакции газеты «Lietuvos aidas» и других изданий, а также Союз таутининков. Рядом в 1934 г. был построен заводской офис компании «Pienocentras», спроектированный В. Ландсбергисом-Жямкальнисом. В здании размещались магазин, столовая и самая современная парикмахерская Каунаса. В 1940 г. на Лайсвес-аллее были также завершены спроектированные А. Функом здания Сберкассы (ныне муниципалитет Каунаса).
Основные фабрики размещались на окраинах города. Одна из промышленных зон находилась между улицами Грюнвальдо, Гедимино и Кармелитов — так называемый участок торгового дома Тилмансов. Здесь был построен текстильный завод «Litex» и «Kauno audiniai» (1932). Ближе к вокзалу вновь начала работу пивоварня Volfas Engelman. В Вилиямполе были основаны фабрика шерстяных тканей «Бостон» (ул. А. Стульгинскё, 41), чулочная фабрика «Сильва» (пр. Раудондварё, 93), галантерейная фабрика «Каспинас» (пр. Раудондварё, 76). В Шанчяй действовали фабрики «Drobė» (ул. Дробес, 62), «Cotton» (ул. Украинечю), фабрика галстуков «Флора» (ул. Вирвю). В Жалякальнисе работала фабрика шерсти «Лима» (ул. Йонавос), пивоваренный завод «Ragutis» и множество других предприятий.

### Жилые здания
Около 7 тысяч зданий, построенных в межвоенное время, были жилыми — этот показатель отражает тенденцию роста населения города. В тогдашнем Каунасе появилась современная инфраструктура: во многие районы был подведён водопровод, канализация, электричество.
Большинство зданий представляли собой частные дома, рассчитанные на одну семью, и строились по типовым проектам. Их большая концентрация наблюдается в районе Ажуолинас на горе Витаутаса, в Жалякальнисе, где до сих пор сохранилась архитектурная среда и планировка того времени. В таких домах обычно имелось по нескольку дверей для разных нужд, были популярны раздвижные перегородки, встроенные шкафы, кладовые и другое оборудование, упрощающее быт. Верхний этаж под крышей назывался салками. Среди типовых домов выделяются несколько особенно аутентичных построек, таких как вилла Кудокаса (ул. Миколайчё-Путино, 11; 1937 г.), построенная для себя архитектором Кудокасом. Поблизости расположена вилла «Эглуте», а у Ажуолинаса — дом Слижю (ул. Спорто, 4; 1931 г.) и другие здания с более выразительной архитектурой.
С ростом численности населения в Каунасе стали популярны и первые многоквартирные дома. Нередко их строили для своих работников крупные предприятия или государство, но часто такие дома возводили и состоятельные люди того времени, занимая один из этажей, а остальные сдавая внаём. Среди таких зданий: дом Юозаса Даугирда (пр. Витауто, 30; 1930 г.), Социальное жильё (ул. Грюнвальдо, 8; 1941 г.), дом Лапеню (ул. Кястучё, 38; 1932 г.), здания на пр. Свободы, 83–85 (1940 г.), дом Таубе Эльштейниене (ул. Сапегос, 4; 1935 г.), дом Казимера Шкямы (ул. В. Путвинскио, 60; 1933 г.), дом Александры Ильиниене (ул. К. Донелайчо, 19; 1934 г.) и другие.

## Судьба
Развитие архитектуры модернизма межвоенного периода было резко прервано в 1940 году в связи с началом Второй мировой войны. Значительная часть построек этого стиля была разрушена или серьёзно повреждена во время войны, некоторые пришли в упадок или были снесены уже в советский период. Тем не менее архитектурная традиция, сложившаяся в межвоенное время и в первые десятилетия Литовской ССР, а также воспитанные в тот период архитекторы, частично повлияли на стиль советской архитектуры.
Во времена СССР большинство этих зданий сменили своё изначальное предназначение. Часто при этом уничтожалась первоначальная форма или интерьер зданий: к ним пристраивались некачественные пристройки и надстройки, перекраивались внутренние пространства, и здания приспосабливались под склады, фабрики, квартиры и прочие нужды. Например, костёл Воскресения Христова использовался как корпус Каунасского радиозавода, фасад Еврейского банка был скрыт под новой облицовкой и здание стало Зоологическим музеем имени Тадаса Иванаускаса. Многие здания оставались без ухода, не ремонтировались и не ценились должным образом. В соответствии с тогдашней советской идеологией, период первой независимости Литовской Республики демонизировался или высмеивался, внушалась мысль, будто в то время не было создано ничего значимого или ценного.
Тем не менее, как отмечает В. Петрулис, уже в 1972 году появилось движение, стремившееся сохранить эту архитектуру. Благодаря этому около 20 % самых ценных зданий были включены в список объектов наследия ещё при советской власти.
Несмотря на прошедшее время, до наших дней сохранилось множество таких зданий — в очень разном состоянии. Более активный интерес к этому наследию в Литве появился в 2010-е годы. При поддержке муниципалитета города Каунаса были начаты работы по реставрации и обновлению разрушенных фасадов. Однако значительная часть построек по-прежнему не имеет владельцев и чёткого назначения, и их будущее остаётся неясным.
В 2015 году некоторые объекты этой архитектуры были отмечены Знаком европейского наследия. Это вдохновило подать заявку в ЮНЕСКО с целью включить эту архитектуру в Список всемирного наследия.

## Знак европейского наследия
44 объекта модернистской архитектуры межвоенного периода в Каунасе, включённые в список Знака европейского наследия:
| Объект культурного наследия                                                                                  | Годы      | Адрес                                     |
| Центральный почтамт                                                                                          | 1931      | Laisvės al. 102                           |
| бывш. Дворец компании «Pažanga»                                                                              | 1931–1934 | Laisvės al. 53                            |
| бывш. Дворец компании «Pienocentras»                                                                         | 1931–1934 | Laisvės al. 55 / S. Daukanto g. 18        |
| Kauno apskrities vyriausiasis policijos komisariatas (в 2021 г. переехал; бывш. самоуправление уезда Каунас) | 1932–1933 | Laisvės al. 14 / Vytauto pr. 91           |
| Факультет химической технологии КТУ (бывш. исследовательская лаборатория Управления вооружения)              | 1933–1937 | Radvilėnų pl. 19                          |
| Торгово-промышленная палата                                                                                  | 1937–1938 | K. Donelaičio g. 8                        |
| Центральный корпус Литовского университета спорта (бывш. дворец физического воспитания)                      | 1933–1934 | Sporto g. 6                               |
| Спортивный зал                                                                                               | 1938–1939 | Perkūno al. 5                             |
| Центральный корпус Литовского университета медицинских наук (бывш. медицинский факультет ВДУ)                | 1931–1933 | A. Mickevičiaus g. 9                      |
| Дом офицеров Каунасского гарнизона                                                                           | 1931–1937 | A. Mickevičiaus g. 19                     |
| Военный музей Витаутаса Великого и Национальный художественный музей им. М. К. Чюрлёниса                     | 1929–1936 | K. Donelaičio g. 64 / V. Putvinskio g. 55 |
| Самоуправление города Каунас (бывш. здание сберегательной кассы)                                             | 1938–1940 | Laisvės al. 96 / L. Sapiegos g. 2         |
| Фуникулёр Жалякальниса                                                                                       | 1931–1933 | Aušros g. 6                               |
| Фуникулёр Алексотаса                                                                                         | 1935      | Amerikos lietuvių g. 6                    |
| Центральный корпус KTU (бывш. Земельный банк)                                                                | 1933–1935 | K. Donelaičio g. 73 / Vienybės a.         |
| Костёл Воскресения Христова                                                                                  | 1933–1940 | Žemaičių g. 31                            |
| Церковь Пресвятого Сердца Иисуса в Каунасе                                                                   | 1938      | A. Juozapavičiaus pr. 60                  |
| Гимназия Йонаса Яблонскиса (бывш. начальная школа)                                                           | 1930–1931 | Aušros g. 3 / Žemaičių g.                 |
| Прогимназия им. Вайжгантаса КТУ (бывш. гимназия Шанчяй)                                                      | 1938      | Skuodo g. 27 / Servitutų g. 72            |
| Кинотеатр «Romuva»                                                                                           | 1938–1940 | Laisvės al. 54                            |
| бывш. кинотеатр «Pasaka»                                                                                     | 1939–1940 | Savanorių pr. 124                         |
| бывш. дом Моисея и Малки Хаймсонов                                                                           | 1930–1931 | Maironio g. 13                            |
| бывш. дом Бера Гольдберга                                                                                    | 1937      | V. Putvinskio g. 52                       |
| бывш. дом врача Надежды Нагорниене                                                                           | 1934      | V. Putvinskio g. 54                       |
| Дом художников Каунаса (бывш. здание нунциатуры Ватикана)                                                    | 1931      | V. Putvinskio g. 56                       |
| бывш. дом адвоката Казимьера Шкема                                                                           | 1932–1933 | V. Putvinskio g. 60                       |
| бывш. здание больницы Антанаса Гялиса                                                                        | 1933      | V. Putvinskio g. 62                       |
| бывш. дом художника Антанаса Жмуйдзинавичюса                                                                 | 1928      | V. Putvinskio g. 64                       |
| бывш. дом бургомистра Йонаса Вилейшиса                                                                       | 1930      | V. Putvinskio g. 68                       |
| бывш. дом инженера Антанаса Граврогко                                                                        | 1932      | V. Putvinskio g. 70                       |
| бывш. дом Винцаса и Онѝ Терционов                                                                            | 1936      | V. Putvinskio g. 72                       |
| бывш. дом Паулины Калвайтите и Влада Лаша                                                                    | 1933      | Laisvės al. 3                             |
| бывш. вилла архитектора Стася Кудокаса                                                                       | 1937      | V. Mykolaičio-Putino g. 11                |
| бывш. дом Элиошюса Шнейдера                                                                                  | 1938      | Vaidilutės g. 3                           |
| Гимназия искусств Каунаса (бывш. вилла Юозаса Тубелиса)                                                      | 1933      | Dainavos g. 1                             |
| бывш. дом Йонаса Лапенаса                                                                                    | 1932      | Kęstučio g. 38                            |
| бывш. дом подрядчика Микоса Гродзенского                                                                     | 1929      | K. Donelaičio g. 17                       |
| бывш. дом Александры Ильиниене                                                                               | 1933      | K. Donelaičio g. 19                       |
| бывш. дом предпринимательницы Мины Коткаускене                                                               | 1929–1930 | Laisvės al. 69                            |
| бывш. дом Таубе-Фиге Эльштейниене                                                                            | 1935      | L. Sapiegos g. 4                          |
| бывш. вилла Чеслова Пацявичюса                                                                               | 1934      | Vydūno al. 59                             |
| бывш. дом предпринимателя Юозаса Даугирдаса                                                                  | 1930–1931 | Vytauto pr. 30                            |
| бывш. многоквартирный дом компании «Butas»                                                                   | 1931–1932 | Trakų g. 5                                |
| бывш. дом кооператива «Tulpė»                                                                                | 1925–1926 | A. Mickevičiaus g. 15                     |